# Bizzarria
Citrus aurantium bizzarria
Espèce
Classification phylogénétique
Bizzarria, bizzaria ou bizarrerie, Citrus bizzaria ou Citrus aurantium bizzaria, est une chimère synthétique ou allogène  où se codéveloppent les caractères de 2 ou 3 espèces génétiquement distinctes. Dans la bizzarria qui a fasciné les biologistes et les collectionneurs depuis son apparition en 1644, le fruit ressemble à un mélange le cédrat (C. medica) et le bigarade (C. aurantium) et le citron (C. lemon),. Bizzarria est devenu un sujet dans l'art de la Renaissance.
Le fruit a l'aspect d'une monstruosité dimorphe ou polymorphe, aux textures grumeleuses composites et polychrome (jaune, orange et vert), divisé en divers segments pour partie partie orange amère, pour partie cédrat et pour partie citron.

## Dénomination
Elle est aussi orthographiée bizaria par Risso et les auteurs anciens. En allemand, Florentiner Bizzarria; en anglais Bizzarria of Florence, Florentine Bizzarria se rencontrent. Risso cite 8 synonymes, reprend la dénomination du Nouveau Duhamel Citrus Bigaradia bizaria, et ajoute Melangolo bizaria. Gallesio a nommé ce fruit mélangé bigaradier limo-citré ou bizarrerie.

## Histoire

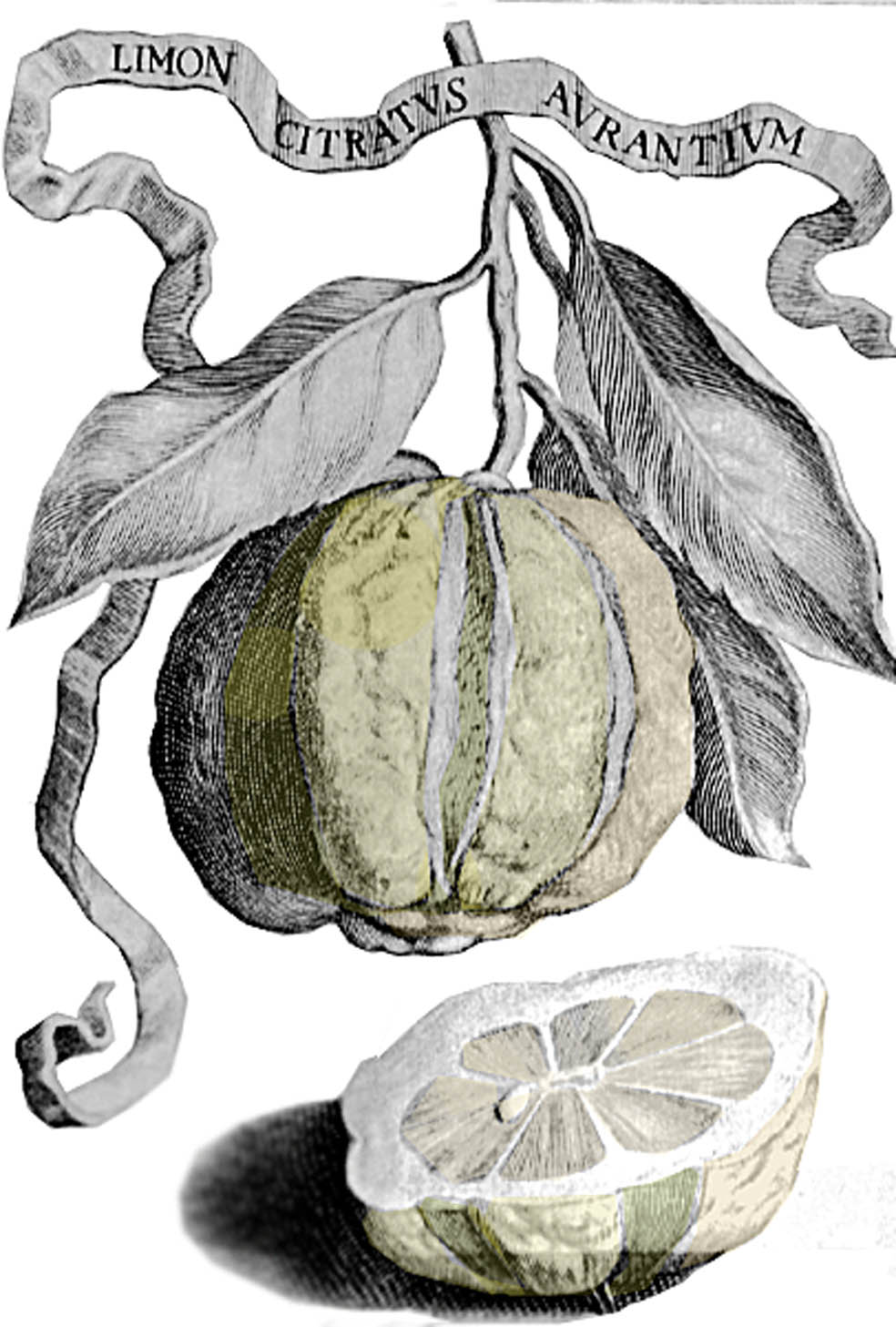
Limonaia citrata-aurantia Florentiae la bizzarria chez Pietro Nati 1674

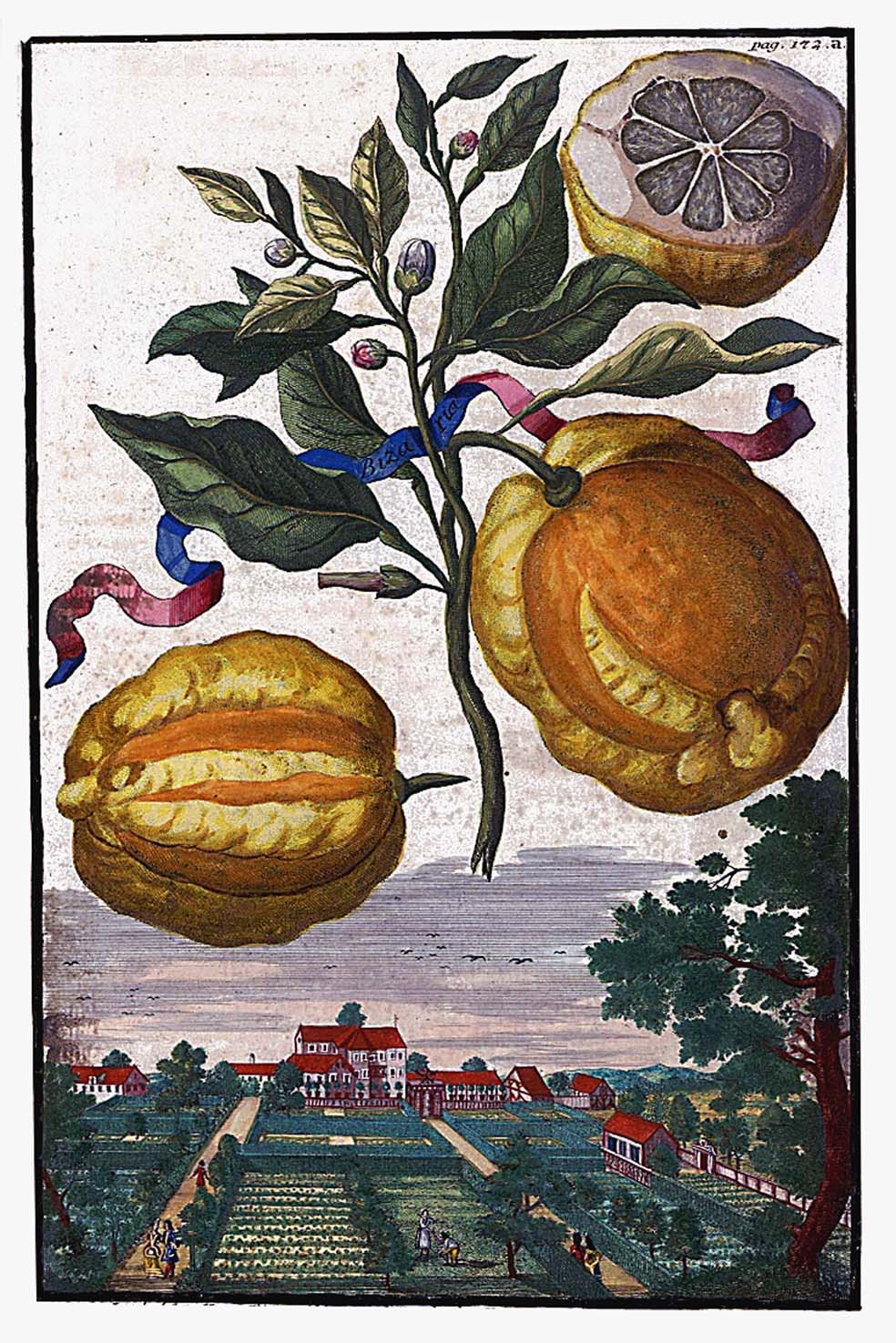
Bizzarria chez Volkamer (Nuremberg 1708)

Entre 1640 et la fin du siècle diverses oranges bizzarria vont se rependre dans les orangeraies et les collections botaniques européennes. Strasburger (1907) mentionne des chimères dont une de cédrat et d'orange douce qui existait avant 1644. La bizzarria est remarquée en 1644 (parfois 1630) dans jardins de la villa Torre degli Agli, qui appartenait aux banquiers Panciatichi à l'époque (on rencontre parfois ce nom pour nommer la bizzarria). La même année, le manuel de jardinage de Vincenzo Tañara (Bologne, 1644) mentionne une Arancio del Roberti bizzaro dans la liste des agrumes. Fin de 1652 Francesco Nardi parle d'un arbre dans le jardin du cardinal Carlo de' Medici à Florence, qui a produit un mélange de citron et d'orange. En 1665, dans une lettre à Leopoldo de' Medici, Francesco Redi, naturaliste et médecin personnel des Médicis, dit avoir vu pour la première fois au jardin de la Villa Castello un citronnier aux fruits inhabituels qu'il nomme bizzarria. 
En 1666, il est rapporté en anglais à propos des greffes étranges l'achat d'une de ces plantes à des marchands génois à Paris en 1660. La collection d'agrumes de Philip Stanhope, comte de Chesterfield contient un «hermophrodite» Pomo aurantio citrato d'après l'inventaire de1672.
En 1668 Ovidio Montalbani en fait la première illustration sous le nom de Malum Aurantium Citrátům. Pietro Nati (Florence, 1624-1715) publie (1674) De malo limonia citrata aurantia vulgo la Bizzarria, monographie de ce qu'il analyse comme une chimère périclinale, avec un noyau de cédrat et des couches externes d'orange amère. En 1682, Franciscus van Sterbeeck mentionne deux formes d'agrumes «hermaphrodite pur et l'hermaphrodite double» présents à Bruxelles et en 84 le naturaliste Lukas Schröck d'Augsbourg écrit sur Pomo aurantio citrato, (1/3 bigarade, 1/3 un citron et 1/3 cédrat). Johann Christoph Volkamer la représente en 1708 à Nüremberg.
Risso pense que «les bizarreries se sont manifestées dans divers endroits en même temps, car Ferrari (1646) a décrit et figuré, sous le nom d'aurantium callosum multiplex dans ses Hespérides, une bizarrerie qui avait reçu de Naples, et qui, d'après la figure de l'auteur, était absolument semblable à celle que nous avons reçue de la Ligurie il y a quelques années». Les bizzarria étaient connues depuis longtemps en Sicile qui pourrait être la source des napolitaines comme le montre le catalogue des plantes du jardin botanique de Misilmeri année 1696. Risso poursuit «Sous la minorité de Louis XV (avant 1715) La Pipe, jardinier du duc d'Orléans avait réuni à Paris une nombreuse collection d'orangers dans laquelle on remarquait des bizarreries de deux, de trois et de cinq espèces, une variété avait les feuilles panachées».

## Chimère

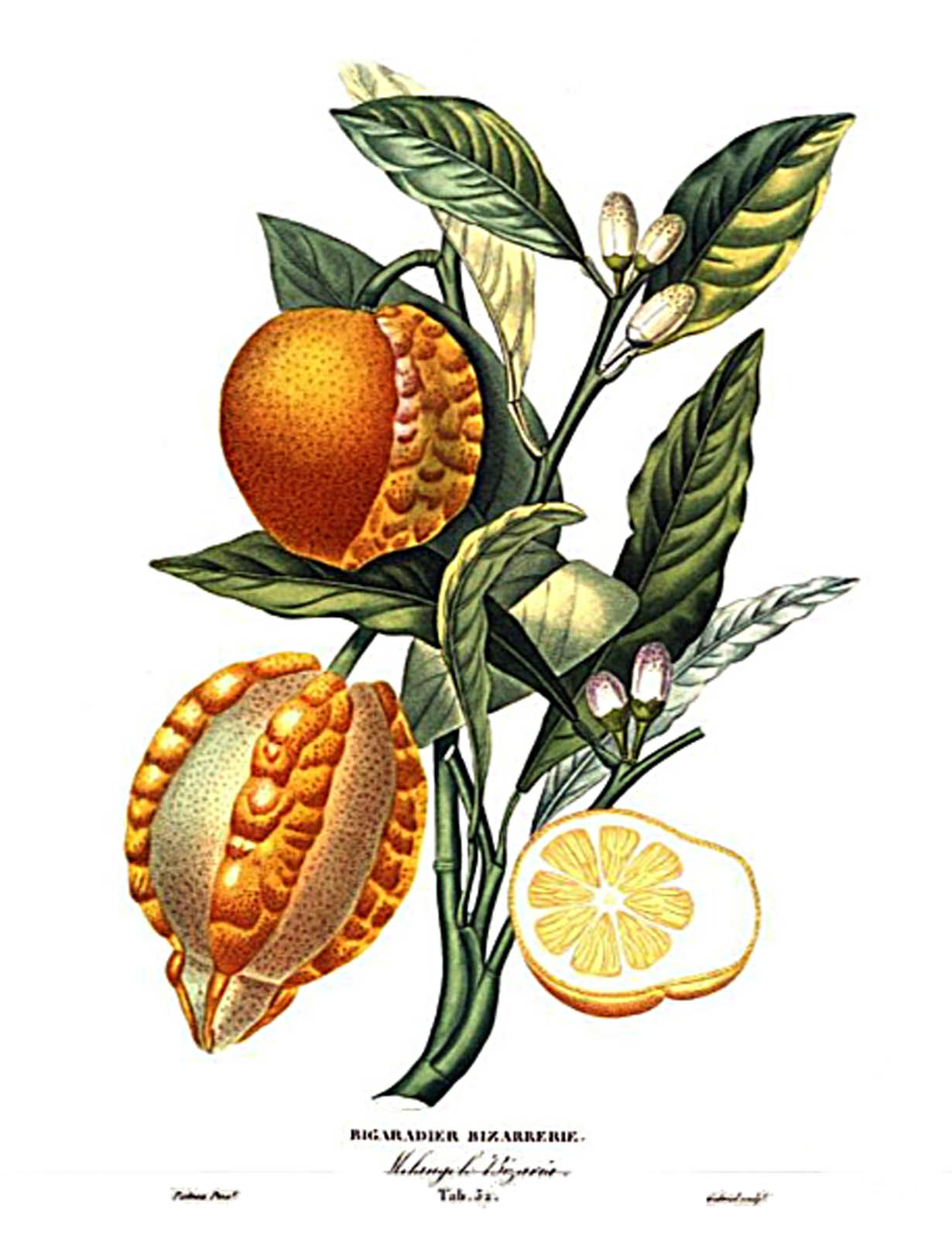
Bigaradier bizarrerie dans Histoire et culture des orangers de Antoine Risso, Antoine Poiteau (1818-1822)

Bizzarria fut la première chimère enregistrée en 1644,. La bizzarria a longtemps été considérée comme un hybride asexué formé à partir d'une fusion cellulaire entre les parents greffés. Charles Darwin étudie le cas de l'orange bizzarria dans son chapitre hybrides provenant de greffes. Il écrit «Le jardinier qui a produit cet arbre a déclaré que c'était un individu obtenu par semis et qui avait été greffé. La greffe ayant péri, la souche avait poussé des rejetons qui ont produit la bizzarria. Gallesio, qui a examiné avec soin plusieurs individus vivants, et qui les a comparés à la description donnée par P. Nati, assure que l'arbre produit en même temps des feuilles, des fleurs et des fruits, identiques à ceux de l'orange amère, et du citron de Florence, et également des fruits mixtes, où les deux sortes sont confondues ensemble, tant extérieurement qu'intérieurement, ou séparées de diverses manières. Cet arbre se propage par boutures en conservant ses caractères mixtes». Il cite l'orange trifaciale d'Alexandrie et de Smyrne qui en diffère en ce qu'elle réunit sur un même fruit, le citron et l'orange douce,.
Tyōzaburō Tanaka consacre une monographie à la bizzarria de La Mortola décrit le fruit comme typiquement chimère périclinale sectorielle, le péricarpe de bigarade n'ayant aucune influence sur le noyau de cédrat. Le phénomène n'est pas rare chez les agrumes selon lui, il a vu une chimère double en Alabama en 1918, une greffe de mandarine satsuma qui avait un secteur de Poncirus trifoliata
Les travaux modernes (Winkler, 1907 et  Baur, 1909) ont montré qu'il ne s'agit pas d'un hybride au sens exact mais d'un conglomérat de cellules des 2 donneurs. Margaret Frank et Daniel Chitwood décrivent ainsi la différence: L'organisme hétérogénomique héberge des génomes indépendants dans un seul noyau, et les chimères sont des mosaïques génétiques hétérocaryote dans lesquels des génomes hétérogènes sont hébergés dans des noyaux séparés.
On écrit  Citrus medica + C. aurantium et non Citrus medica x C. aurantium (hybride).
L'alternance des phases chez les chimères de pommier et bizzarria a été modélisée à partir de l'équation d'Allen-Cahn (2022). Des travaux coréens ont montré (2022) que des modifications génétiques infimes peuvent déstabiliser le développement des chimères hétéroplasmiques.

## Esthétique de la Renaissance

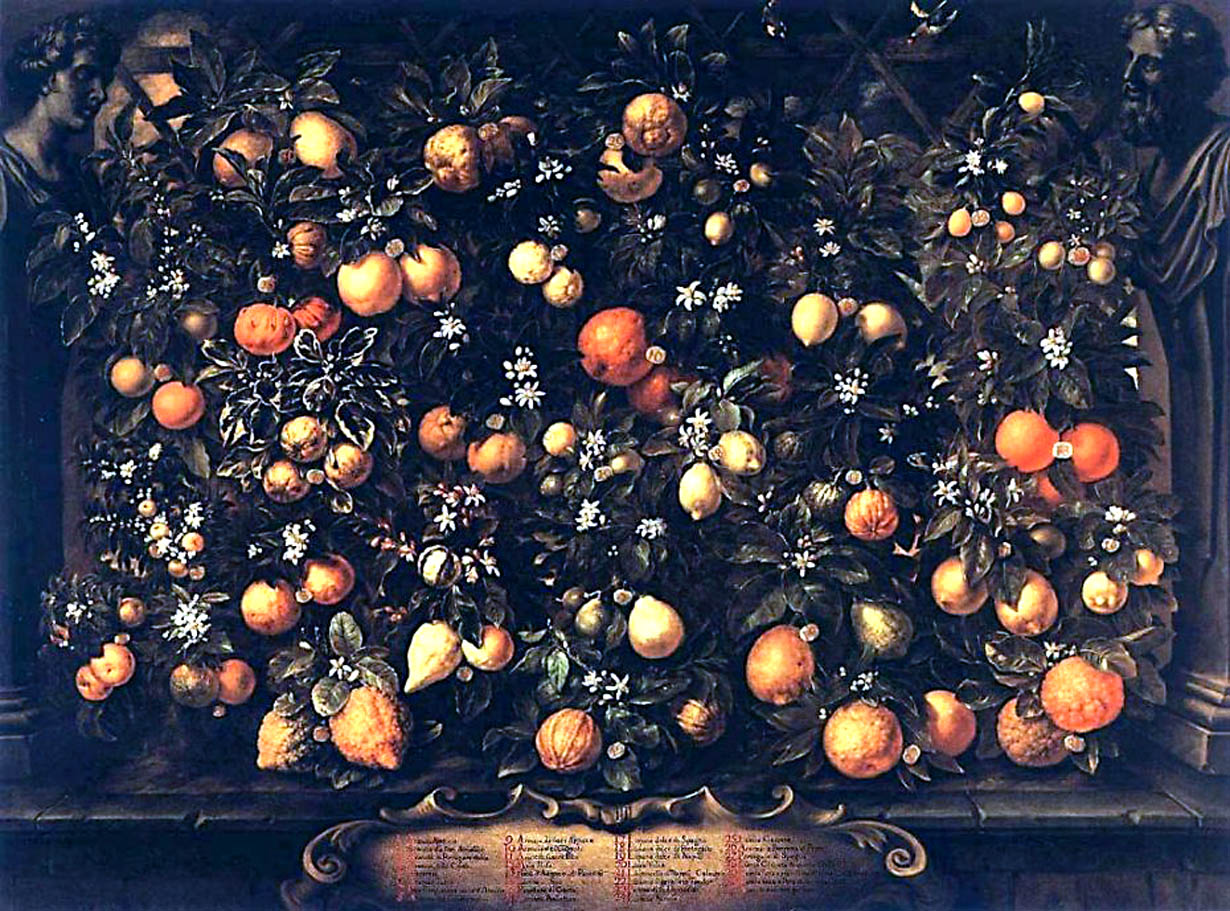
Bartolomeo Bimbi - vers 1715 - agrumes dont oranges cannelées et bizzarria

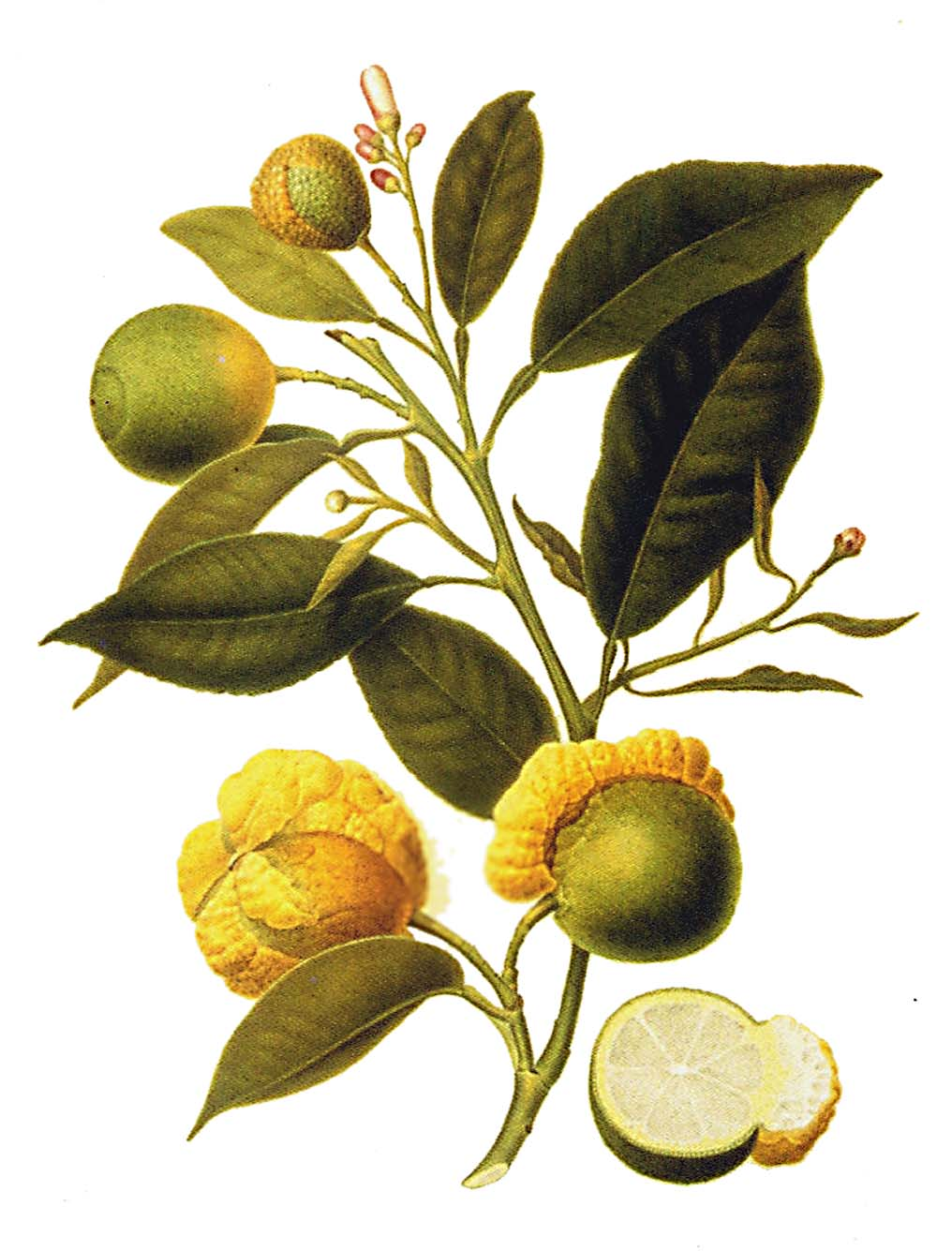
Bizzarria par Domenico Del Pino (1821)

La Renaissance exprime le classicisme, l'harmonie, et la beauté mais aussi leurs contraires. Bimbi montre l'accumulation de bigarades étranges que faisaient les Médicis. Risso (1818) inventorie les curiosités de cultivars de bigarade: à fruit sillonné, à fruit félifère, à fruit cannelé, cupulé, rnammelonné, couronné, bicolor, bizarrerie... La xénocarpie fréquente chez bigarades, les oranges, les citrons se prête à la collection de ces anormalités, curiosités esthétiques dans le gout de l'époque: Umberto Eco écrit «De l'idée que l'art crée une seconde nature, on passe à l'idée que toute violation de la nature est de l'art, aussi bizarre et morbide que possible». Dominique de Courcelles note que le livre Chaos paru en 1529 revendique une esthétique de la discontinuité et du mélange et cite les silves de l'époque, mélanges inattendus poétiques ou musicaux. Les thèmes de l'aléatoire, de la monstruosité sont présents dans les débats de l'époque.
Il existait aussi dans la collection Médicis une orange virgule (nom que lui donne Bimbi) bicolore striée longitudinalement vertes et jaunes, couleur de l'uniforme de leurs gardes allemands. Tintori rapporte qu'elle s'appelle aussi orange suisse à cause des culottes des gardes suisses du Vatican.
La biodiversité des bizzarria actuelles est considérablement appauvrie. La plante aurait disparu de la collection d'agrumes et des jardins de la Villa Panciatichi pendant la Première Guerre mondiale. Ce n'est qu'en 1980, Paolo Galeotti (responsable du Jardin Botanique de la villa di Castello) l'aurait retrouvée sur un rejet et transplantée dans les Jardins de Boboli à Florence,. La bizzarria du Palais de Carnolès à Menton, moins hétérogène que l'italienne, serait un cultivar particulier.

## Huile essentielle

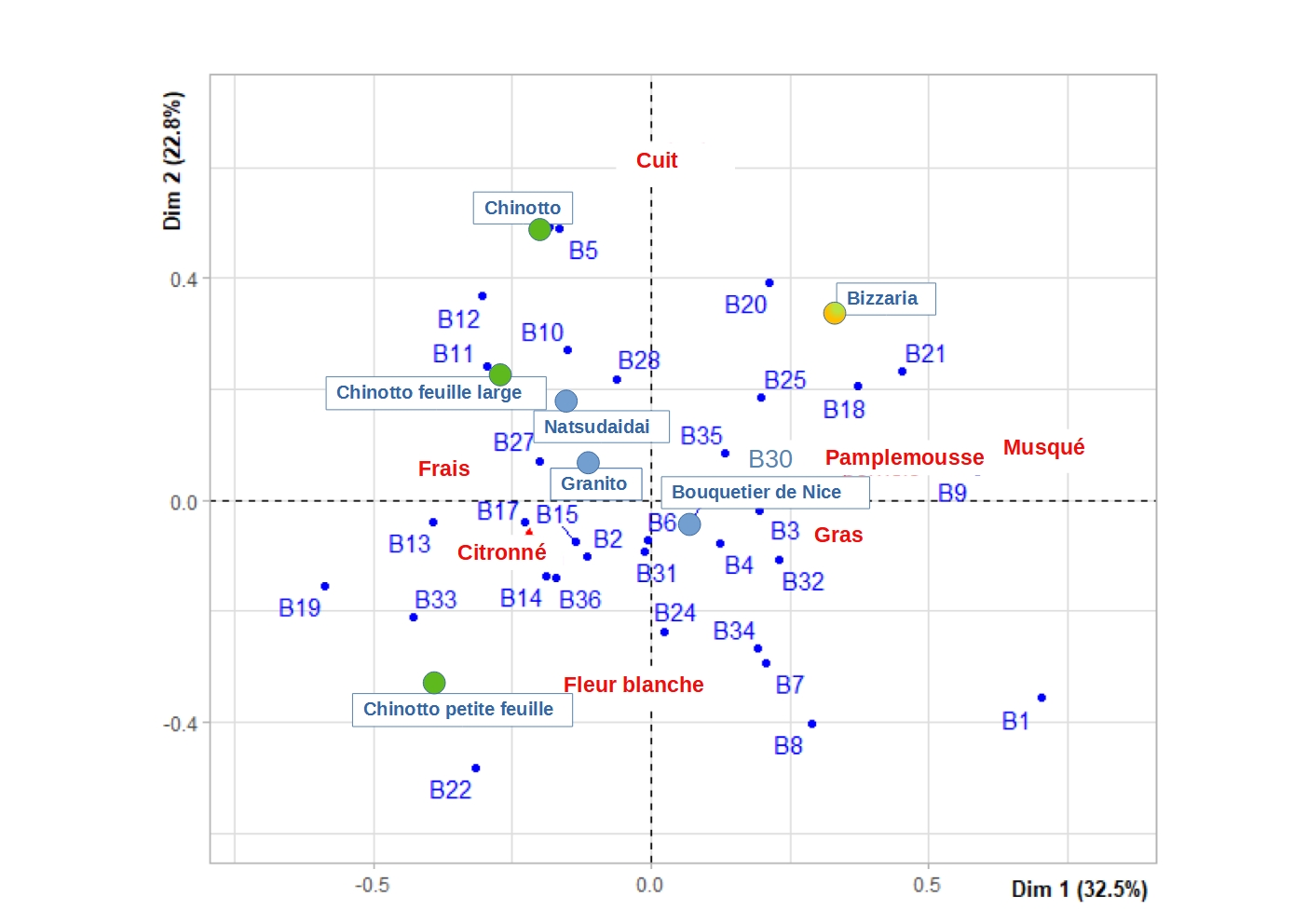
39 HE d'orange amère ordonnées suivant 7 attributs sensoriels (en rouge). Bizzarria est nettement du côté des notes musquée et cuite (elle contient du cédrat)

Le mélange d'huile essentielle de bigarade canaliculata et de bizzarria a un important potentiel antioxydant parmi les cultivars de bigarade cultivés au jardin botanique de Palerme (le cultivar de bizzarria du Palerme est très proche de la bigarade).
Une analyse italienne (2021) donne comme principaux composants de l'H.E. du péricarpe du fruit: le limonène (74,5 %) et le γ-terpinène (13,4 %) et des traces de β-citronellol, périllal, α-copaène, germacrène D et δ-cadinène. Les auteurs notent que le nombre de composés identifiés est plus élevé chez l'oranger bizzarria et le cédrat de Florence comparé aux yuzu et à la bigarade. Effectivement la composition de l'H.E. de la chimère ne cache pas sa nature de cédrat: comme chez cédrat Diamante, limonène et γ-terpinène sont les 2 composants principaux, δ-cadinene, germacrene D sont également présents dans l'H.E. de cédrat digité.